# Georges Leygues (крейсер)
Жорж Лейг (фр. Georges Leygues) — військовий корабель, легкий крейсер типу «Ла Галісоньєр» військово-морського флоту Франції.
Жорж Лейг був закладений 21 вересня 1933 на верфі кампанії At.&Ch de St. Nazaire-Penhoet, Сен-Назер (департамент Атлантична Луара, Франція) і спущений на воду 24 березня 1936. До складу ВМС крейсер увійшов 15 листопада 1937.